# イスマイル・サブリ・ヤアコブ
イスマイル・サブリ・ビン・ヤアコブ（Ismail Sabri bin Yaakob、1960年1月18日 - ）は、マレーシアの政治家。第9代首相（在任: 2021年8月21日 - 2022年11月24日）。
2004年3月以来代議院（下院）議員（ベラ選挙区選出）。2020年3月から2021年8月まで第8代首相ムヒディンヤシンの国民同盟（PN）政権の安全保障担当の上級大臣と防衛大臣を兼務した。2021年7月から2021年8月まで第13副首相を務めた。副首相在任期間は、たった40日で、副首相として最も勤続期間が短かった。統一マレー国民組織（UMNO）の副党首。UMNOは政党連合である国民戦線の構成政党であり、さらに国民戦線は他党とともに連立政権である国民同盟を構成した。 
過去には、2008年3月から2018年5月の選挙まで、国民戦線（BN）政権のいくつかの閣僚を歴任した。歴任した大臣は、地方開発大臣、農業・農業関連産業大臣、国内取引・協同組合・消費問題担当大臣、青年・スポーツ大臣である。彼は、 2019年3月から2020年2月までの希望同盟政権時には、第15代の野党リーダーだった。国民同盟政府では、 2020年3月から安全保障担当上級大臣に任命され、2021年7月に副首相に昇進した。イスマイルの所属するUMNOはCOVID-19パンデミックの政府の対処を不満としてムヒディン首相に対する支持を撤回したが、彼自身はムヒディンを支援し続けた。ムヒディンの首相辞任後、首尾よく過半数の議員の支持を得、2021年8月に首相に就任したが、満を持して実施した2022年11月の総選挙では予想外に伸び悩み首相を退任した。
マレー人の卓越性を支持する発言をたびたび行い、物議を醸している。

## 生い立ちと教育
マレーシアのパハン州テメルロー (Temerloh)で生まれた。1980年にはマラヤ大学法学部に入学。法学士論文のタイトルは「マレーシアにおける政治犯の扱い」。(Layanan terhadap tahanan politik di Malaysia"）である。

## 職歴
1985年に弁護士となる。1987年にはテメルロー地区議会議員、1996年にはTemerloh市議会議員に任命されました。1995年には、文化・芸術・観光省のサバルディン・チック(Sabbaruddin Chik)大臣の政務官に任命された。また、1995年にはパハン東南地区委員会（DARA）の理事、同年にはマレーシア観光促進委員会の理事にも任命されている。2004年に国会議員になる前には、全国スポーツ複合施設の会長を務めていた。

## 政治家として

### UMNO副党首（2019年-現在）
2018年12月20日、当時の副党首が2018年12月18日から事実上、党首に就任したのを受けて、新たにUMNOの副党首となった。 2019年、アハマド・ザヒド・ハミディが野党リーダーを退任したため、議会の野党リーダーに就任した。

### マレーシア国防大臣兼上級大臣（安全保障担当）（2020年-2021年）
希望同盟政権の崩壊後の2020年3月、新たに就任したムヒディン・ヤシン首相から、マレーシア上級大臣（安全保障担当）兼国防大臣に任命され、同内閣に仕えることになった。 彼の在任期間中は、COVID-19パンデミックの際に、移動規制令（MCO）の制限に関連するものを含め、安全保障上の問題に関するブリーフィングを毎日行っていた。

### マレーシア副首相（2021年)
2021年7月、国防大臣としての実質的な地位を維持したまま、ムヒディン・ヤシン首相からマレーシアの副首相に任命された。代わって、上級大臣（安全保障担当）にはヒシャムディン・フセインが就任した。
イスマイルCOVID-19パンデミックへの対応を巡って党内のかなりの割合が支持を撤回したにもかかわらず、2021年7月にムヒディン・ヤシン首相を支持し続けたUMNOの一派の先頭に立っていた。 このことでUMNO党内は分裂し、ムヒディンが引き続き議員の過半数の支持を得ているかどうかが不透明になった。
2021年8月16日、政治危機が続く中、過半数の支持を失ったムヒディンが首相を辞任した後、内閣は総辞職した。副首相としての任期は40日で、現在までマレーシアの副首相の中で最短だった。

### マレーシア首相（2021年-2022年)
代議院の議員220人のうち114人の信任を得て、2021年8月20日にアブドゥラ国王により次期首相に任命され、翌21日に王宮で就任宣誓を行い第9代首相に就任したが、任命に反対するオンライン請願書は21日までに35万人以上の署名を集めた（後述）。
2022年3月12日のジョホール州議会選挙では国民戦線が定数56議席のうち40議席を獲得し圧勝するなど選挙で強さを見せ、景気も好調であることから解散総選挙の機運が高まり、10月10日に議会を解散。来る総選挙は与党優勢と見られていたが、11月19日に執行された総選挙では与野党ともに過半数に届かなかった。11月24日、第1勢力となった野党連合・希望連盟（82議席）を率いるアンワル・イブラヒム元副首相が国王より新首相に任命され、11月24日に就任したことでイスマイルは首相を退任した。

## 物議を醸した言動

### ボイコットの呼びかけ
2015年2月、マレー系消費者に対して、華人系企業をボイコットすることで値下げを迫る「力」を行使するよう促すFacebookのコメントで大炎上した。なお、下記引用文中、オールドタウンホワイトコーヒーとは、マレーシアの大手喫茶飲食チェーン店である。
消費者は最も大きな力を持っている。マレー人は消費者の大多数を占めている。華人は少数派だ。マレー人が彼らのビジネスをボイコットすれば、華人たちは価格を下げざるを得ない。考えてみてほしい。多くの中華料理店はハラルのロゴを持っておらず、ハラルの状態に疑問があるとして何度も家宅捜索や逮捕を受けている、合法的なハラルのマレー料理店が何千軒もあるにもかかわらず、マレー人は華人の中華料理店に集まり続けている。オールドタウンホワイトコーヒーは、最近ハラルステータスが疑われているが、マレー人はボイコットを拒否し続けている。さらに、オーナーはウンゲー（Ngeh）家の出身で、反イスラムの姿勢で知られるDAPペラ支部のメンバーでもあると言われている。マレー人がやり方を変えなければ、華人はマレー人を弾圧する機会をつかむだろう。—イスマイル・サブリ・ヤコブ、2015年2月2日
イスマイルの所属党UMNOの華人系友党、マレーシア華人協会（MCA）のウィー・カ・シオン（Wee Ka Siong）はこの発言を非難し、「（イスマイルは）内閣の大臣として、このような民族的一般化をすべきではない」と発言。政治アナリストのワン・サイフル・ワン・ジャンは個人的な見解として、マレーシアの有権者であれば人種を問わず、イスマイルの発言に反発するだろうと述べている。「マレーシアの統一を信じている心あるマレー人や華人は、嫌悪感を抱くと思う……華人の有権者は、投票の際に彼が言ったことを覚えているだろう」。さらには、当時のカリド・アブ・バカール警察庁長官が扇動法に基づいて調査すると発言するに至り、イスマイルはFacebookの投稿を削除した。

### ロー・ヤット2
2015年に、マレー系の商人だけを集めたデジタルガジェットモール「ロー・ヤット2（Low Yat 2）」の設立を提案し、物議を醸した。彼は「ロー・ヤット2」がマレーシアで最も有名な電子製品店であるプラザ・ロー・ヤット（Plaza Low Yat）に対抗できると主張した。業者はすべてマレー人であるが、イスマイルは華人・インド人などの少数民族もこのモールを支持するよう呼びかけた。
MCAの当時の会長であるリョウ・ティオン・ライは「ローヤット2の設置は人種関係を悪化させるだけだ」と述べ、ブミプトラだけのモールの提案を「敵対的なアプローチ」と表現した。イスマイル・サブリの所属するUMNOの党員のサイフディン・アブドラも「イスマイル・サブリの提案はマレー人とマレーシア人全般に不利益をもたらすものであり、商業部門が民族によって分けられることは逆効果である」と主張し、この提案を批判した。

### テイラーズ大学のスポンサー契約解除
テイラーズ大学は、人種差別的な2015年のマレー・ディグニティ・ラリーに乗客を運ぶのに、大学のロゴ入りの車両を利用したバス業者のサービスを打ち切った。イスマイルによると、テイラーズ大学への次の入学者に対する奨学金制度は、MARA（ブミプトラを支援・訓練する政府機関）が打ち切った。しかし、取り消しの理由については明示しなかった。バスサービスの打ち切りによるものかとの質問には、「様々な理由がある」と答えた。イスマイルは、「テイラー大学への資金提供に関して評価するようMARAの局長に通知する」と述べた。
野党民主行動党（DAP）のテレサ・コックは、この決定を「個人的な復讐と権力の乱用」と批判し、内閣にイスマイルを問責するよう求め、決定の理由を公に明らかにし、決定に至った内部報告書を公表するよう要求した。 MCAのチャイ・キム・センは、大臣がこの決定の理由を一つも述べられないのは、「不謹慎」であるだけでなく、「幼稚」でさえあると述べた。チャイは、MARAについてのイスマイルの発表は、「人種差別主義者としてすでに損なわれている彼の評判をさらに低下させる」だけだと述べた。さらにチャイは、2020年までに16万人の留学生を輩出するという政府の抱負に反する働きをした大臣を非難し、「教育機関は非政治的であり続けることが期待されている」と付け加えた。

### ウミガメの卵の消費疑惑
2015年11月4日、イスマイルがUMNO幹部とサンダカンのシーフードレストランで夕食をとっている写真が話題になった。夕食のテーブルの上に12個のウミガメの卵が入った皿が写っていた。2015年11月19日には、何人かの食事客の前のテーブルの上に亀の卵の殻の断片が写っている他の写真が浮上し、Facebookで話題になった。 亀の卵は、1997年のサバ州野生生物保護制定法に基づく保護対象種の1つである。イスマイルは、健康上の理由を理由に、亀の卵を食べたことを否定した。
2017年3月、イスマイルはサバ出版とジェームズ・サルダが、サバ州を拠点とする「デイリー・エクスプレス」を相手取り、夕食で提供された亀の卵に関する3つの記事を不当かつ悪意を持って掲載したとして、クアラルンプール高等裁判所に1000万リンギットを請求する訴訟を提起した。この訴訟は、2018年9月に原告と被告が円満に合意したことで、裁判を行わずに和解した。

### ベイプ産業に関する支援
2015年11月9日、マレーシアのベイプ（電子タバコ）産業を支持すると述べた。マレーシア保健省による健康上の警告にもかかわらず、「マレー人が支配するこの産業はブミプトラ起業家精神のサクセスストーリーである」と述べている。さらに、規制されていない産業が世界的に拡大することを期待している。多くの著名な医師や医者は、イスマイルの支援を公に非難している。

### ヌルル・イザア・アンワル名誉毀損訴訟
野党人民正義党（PKR）のヌルル・イザア・アンワル（党首アンワル・イブラヒムの娘）は2015年11月、イスマイルに国を裏切る者であると非難されたとして、裁判に訴えた。ヌルルの主張は、「イスマイルが私のことを国の裏切り者であり、国王に宣戦布告したことをほのめかす言葉を発したと述べた」というものだった。2013年のサバ州侵攻を命じた、あるいは主導したとされるジャマルル・キラム3世の娘であるジャセル・キラムとヌルルが一緒に写っている写真が浮上した数日後のことである。同時期に、ヌルルはカリド警察庁長官への訴訟も提起している。2018年4月、高等裁判所は、２人の発言が自然かつ通常の意味でヌルルの名誉を毀損したと判断し、イスマイルに60万リンギ（当時のレートで1,670万円）、カリドに40万リンギ（1,110万円）の損害賠償を支払うよう命じた。

### 2018年総選挙前のコメント
2018年のマレーシア総選挙を前にした2018年4月13日、イスマイルは「（野党の）DAP（民主行動党）への投票はすべて、マレー人の「特別な権利」やイスラム教の「独自性」を排除するための希望同盟協定に力を与えるようなものだ」と発言し、マレー語新聞「ウツサン・マレーシア」が報じた。これに対し、DAPのキット・シアンはイスマイルが「来るべき総選挙をマレー人と華人の戦い、そしてイスラム教とその敵との戦いに仕立て上げようとしているようだ」と述べ、イスマイルとUMNO傘下のウツサン・マレーシア紙が、挑発的なコメントをしたとして、政府が最近可決した「反フェイクニュース法2018」に基づいて告発されるのではないかと疑問を呈した。  また、キット・シアンは、「希望同盟の選挙マニフェストなどの基本文書は、マレー人の特別な権利に関する第153条と連邦の公式宗教としてのイスラム教に関する第3条を無条件に支持することを明確かつ具体的に示している」と説明した。 また、「DAPや他の民族政党が選挙に勝利して新政権を樹立したとしても、マレーシアの圧倒的多数の有権者は依然としてマレー人であり、国内の議会や州議会の圧倒的多数の選挙区はマレー人の有権者が多い選挙区であるため、マレー人が滅びることはないだろう」と述べた。

### 首相就任に対する反対の請願
イスマイルが2021年8月19日にマレーシアの第9代首相に指名されることが発表された数時間後、次の首相に任命することに反対するよう、国王と王宮に宛てたオンライン請願が開始された。この請願書はchange.org webで開始され、公開後8時間で20万人以上の署名が集まり、2020/8/21までに35万人以上の署名が集まった。請願書によると、以下のような主張がなされている。「前副首相はCOVID-19パンデミックの処理を誤り、大規模な感染症を引き起こした責任があり、ほとんどのマレーシア人から大きな反発を受けている。さらに、2015年には、『独占的で不当な利益を追求する』華人系企業から遠ざかるよう、マレー系消費者にボイコットを呼びかけるなど、不適切と思われる発言を多数行っていたとしている。 また、マレー系と華人系の人種離反を促進している。」